# Marcia Wallace
Marcia Karen Wallace  (Creston, 1 de novembro de 1942 — Los Angeles, 25 de outubro de 2013) foi uma atriz e dubladora estadunidense, mais conhecida pela voz de Edna Krabappel na série animada Os Simpsons. Morreu aos 70 anos no dia 25 de outubro de 2013 devido a um câncer de mama, que combatia há 30 anos. Wallace foi cremada em um funeral privado.